# Flour Lake
Flour Lake is een meer in de Canadese provincie Newfoundland en Labrador. Sinds de bouw van de waterkrachtcentrale Churchill Falls (1967–1974) maakt Flour Lake deel uit van het grote Smallwood Reservoir en ligt de vroegere kustlijn onder water.

## Hydrologie
Flour Lake bevindt zich in het zuiden van het Labradorplateau, diep in het binnenland van de regio Labrador. Het had oorspronkelijk een lengte van 16 km en een gemiddelde breedte van ruim 3 km, met langs weerszijden enkele grote baaien. Het meer was ook voor de aanbouw van de waterkrachtcentrale bezaaid met honderden rotsachtige eilanden.
Voor de aanbouw van de waterkrachtcentrale Churchill Falls waterde Lobstick Lake via een rivier af naar het westelijke uiteinde van Flour Lake, waarna dat meer in het oosten zelf afwaterde naar Jacopie Lake. Sinds het ontstaan van het Smallwood Reservoir vormen alle drie de meren weliswaar één watermassa.
De qua waterpeil sterk gestegen en tevens samengesmolten Flour en Jacopie Lakes vormen vandaag tezamen een 75 km lange zuidoostelijke zijarm van het stuwmeer. De Lobstick Control Structure zorgt voor een gecontroleerde afwatering tussen het hoofdgedeelte van het stuwmeer en die zijarm.